# Gorontalo (provincie)
Gorontalo is een provincie in Indonesië, gelegen in het noorden van het eiland Sulawesi. Het grenst aan de provincies Midden-Sulawesi en Noord-Sulawesi. De oppervlakte van de provincie Gorontalo bedraagt ongeveer 12.215 km² en het bevolkingsaantal bedraagt ongeveer 887.000 (2004).
Gorontalo is van Noord-Sulawesi afgesplitst in december 2000, hoofdzakelijk om de moslimgemeenschap in Gorontalo administratief te scheiden van de christenmeerderheid in Noord-Sulawesi.

## Bestuurlijke indeling
Per 2004 is Gorontalo onderverdeeld in 5 regentschappen (kabupaten) en één stad (kota):
regentschappen:
- Bone Bolango
- Gorontalo
- Boalemo
- Pohuwato
- Gorontalo Utara

stad:
- Gorontalo

Zodoende kan het woord Gorontalo verwijzen naar de naam drie verschillende gebieden: de provincie, het regentschap of de stad.
De hoofdstad van de provincie Gorontalo is Gorontalo; De hoofdstad van het regentschap Gorontalo is Limboto.